# KNVB Beker 1901/02
De KNVB Beker 1901/02 was de vierde editie van dit voetbaltoernooi.
HFC Haarlem werd de vierde bekerwinnaar door de titelhouder HBS Den Haag in de finale met 2-1 te verslaan.

## 1e ronde

### Noordelijk district
| Datum           | Thuis                  | Uitslag(en) | Uit                 |
| --------------- | ---------------------- | ----------- | ------------------- |
| 3 november 1901 | RAP                    | 1-2         | PW                  |
| 3 november 1901 | Volharding (Amsterdam) | 3-1         | UD                  |
| 3 november 1901 | Quick (Amsterdam)      | 2-0         | AVV (Amsterdam) 2   |
| 3 november 1901 | HFC                    | 0-2         | Vitesse (Arnhem)    |
| 3 november 1901 | Haarlem                | 5-0         | Achilles (Assen)*   |
| 3 november 1901 | Oranje (Haarlem)       | 2-10        | Steeds Voorwaarts   |
| 3 november 1901 | Ajax (Leiden)          | 0-5         | Swift (Amsterdam)** |
| 3 november 1901 | Swift (Den Haag)       | 0-5         | AVV (Amsterdam)     |
| 3 november 1901 | 't Gooi                | 0-7         | Quick (Amersfoort)  |
| 3 november 1901 | Go Ahead (Wageningen)  | 4-1         | EDO (Amsterdam)     |

* Achilles (Assen) kwam niet opdagen. ** Oorspronkelijk 10-1. Reglementair wegens niet-gerechtigde speler Ajax.

### Zuidelijk district
| Datum           | Thuis                 | Uitslag(en) | Uit                    |
| --------------- | --------------------- | ----------- | ---------------------- |
| 3 november 1901 | HBS                   | 7-0         | Celeritas (Rotterdam)  |
| 3 november 1901 | Quick (Den Haag)      | 1-4         | DSVV                   |
| 3 november 1901 | Concordia (Delft)     | 3-1         | Volharding (Rotterdam) |
| 3 november 1901 | Sparta (Rotterdam)    | 2-7         | HVV                    |
| 3 november 1901 | Rapiditas (Rotterdam) | 7-1         | Wilhelmina (Den Bosch) |
| 3 november 1901 | Olympia (Rotterdam)   | 5-2         | HVV 2                  |
| 3 november 1901 | Saturnus (Rotterdam)  | 1-3         | Unitas (Rotterdam)     |
| 3 november 1901 | NOAD (Breda)          | 5-0         | Achilles (Rotterdam)   |
| 3 november 1901 | Victoria (Den Bosch)  | 3-5         | Quick (Nijmegen)       |
| 3 november 1901 | Olympia (Middelburg)  | 1-2         | D.F.C.                 |

## 2e ronde

### Noordelijk district
| Datum           | Thuis                  | Uitslag(en) | Uit                   |
| --------------- | ---------------------- | ----------- | --------------------- |
| 1 december 1901 | PW                     | 1-3         | Go Ahead (Wageningen) |
| 1 december 1901 | Vitesse (Arnhem)       | 8-0         | Quick (Amersfoort)    |
| 1 december 1901 | Volharding (Amsterdam) | 5-1         | AVV (Amsterdam)       |
| 1 december 1901 | Steeds Voorwaarts      | 6-2         | Swift (Amsterdam)     |
| 1 december 1901 | Haarlem                | 3-0         | Quick (Amsterdam)     |

### Zuidelijk district
| Datum            | Thuis                 | Uitslag(en) | Uit                 |
| ---------------- | --------------------- | ----------- | ------------------- |
| 1 december 1901  | HBS                   | 7-2         | Unitas (Rotterdam)  |
| 1 december 1901  | DSVV                  | 0-3         | Olympia (Rotterdam) |
| 1 december 1901  | Concordia (Delft)     | 1-1 nv      | Quick (Nijmegen)    |
| 15 december 1901 | Quick (Nijmegen)      | 2-0         | Concordia (Delft)   |
| 1 december 1901  | Rapiditas (Rotterdam) | 2-0         | HVV                 |
| 1 december 1901  | NOAD (Breda)          | 3-0         | D.F.C.              |

## Tussenronde

### Noordelijk district
| Datum           | Thuis             | Uitslag(en) | Uit                   |
| --------------- | ----------------- | ----------- | --------------------- |
| 12 januari 1902 | Steeds Voorwaarts | 0-4         | Go Ahead (Wageningen) |

### Zuidelijk district
| Datum           | Thuis        | Uitslag(en) | Uit                 |
| --------------- | ------------ | ----------- | ------------------- |
| 12 januari 1902 | NOAD (Breda) | 2-4         | Olympia (Rotterdam) |

## 3e ronde
| Datum           | Thuis                  | Uitslag(en) | Uit                   |
| --------------- | ---------------------- | ----------- | --------------------- |
| 2 februari 1902 | Volharding (Amsterdam) | 3-0         | Go Ahead (Wageningen) |
| 2 februari 1902 | HBS                    | 8-1         | Rapiditas (Rotterdam) |
| 2 februari 1902 | Quick (Nijmegen)       | 0-1         | Haarlem               |
| 2 februari 1902 | Olympia (Rotterdam)    | 2-1         | Vitesse (Arnhem)      |

## Halve finales
| Datum            | Thuis   | Uitslag(en) | Uit                    | Speelstad               |
| ---------------- | ------- | ----------- | ---------------------- | ----------------------- |
| 23 februari 1902 | HBS     | 8-0         | Olympia (Rotterdam)    | Den Haag, terrein Swift |
| 2 maart 1902     | Haarlem | 6-0         | Volharding (Amsterdam) | Heemstede, terrein HFC  |

## Finale
| Datum      | Winnaar         | #beker | Uitslag | Finalist         | Speelstad              |
| ---------- | --------------- | ------ | ------- | ---------------- | ---------------------- |
| 8 mei 1902 | HFC Haarlem (1) | 1      | 2-1     | HBS Den Haag (2) | Heemstede, terrein HFC |